# Pholioxenus kodymi
Pholioxenus kodymi är en skalbaggsart som beskrevs av Olexa 1984. Pholioxenus kodymi ingår i släktet Pholioxenus och familjen stumpbaggar. Inga underarter finns listade i Catalogue of Life.